# محمد الشمراني
محمد علي الشمراني لاعب كرة قدم سعودي، في مركز لاعب مهاجم و هو شقيق اللاعب ناصر الشمراني، لعب مع النادي الأهلي في الفئات السنية و احترف في البحرين في نادي المنامة و حصل هناك على لقب هداف الدوري و بعدها لعب مع نادي الرائد و نادي القادسية و نادي الصفا و نادي البدائع.